# Fuzzball Router
Der Fuzzball Router ist ein Router, der als  Internet-Gateway, Service Host und in den Anfängen des Internets (ARPANET, NSFNET der NSF = National Science Foundation) eingesetzt wurde. Die Software wurde von David L. Mills, Universität von Delaware, geschrieben und er gilt damit auch als Entwickler des Fuzzball Routers. Der Name Fuzzball stammt von der ebenso genannten Software, mit der die Entwicklung begonnen wurde. Bei der Hardware handelt es sich um einen PDP-11, einen in den 1970er Jahren verbreiteten 16-Bit-Computer.
Die Software, auf der der Fuzzball aufbaut, wurde an der Universität von Edinburgh im Jahr 1971 entwickelt. Im Laufe der 1970er Jahre wurde die ursprüngliche Software umgebaut, um die Verlinkung zu verschiedenen Netzwerken, darunter ARPANET und SATNET, zu gewährleisten. In den darauffolgenden Jahren wurde der Fuzzball unter anderem auch für Experimente mit neuen Internet-Protokollen und neuen Netzwerk-Technologien benutzt.
Der Fuzzball von David L. Mills beinhaltet Programme bezüglich Entwicklung, Testen und Evaluierung von Netzwerkprotokollen. Sie unterstützt auch bereits das komplette TCP/IP-Protokoll. Einige der damals vorhandenen Internet-Protokolle wie Telnet, FTP (Datenübertragung), DNS, SMTP oder EGP wurden zum ersten Mal mit dem Fuzzball Router verwendet und getestet.
Eingeteilt ist das System in zwei Prozesse: Supervisor und User. Der User-Prozess emuliert eine Umgebung, in der die System- und Benutzerprogramme laufen, während der Supervisor-Prozess etwa Terminal-Zugriff und Netzwerkschnittstellen unterstützt. Die unterschiedlichen Prozesse kommunizieren untereinander mit 16-Byte-Nachrichten. Ein wichtiger Teil der Software ist eine Logische Uhr, die mit 1000 Hz taktet und zur Synchronisierung mit anderen Systemen verwendet wird.

## Verwendung
Der Fuzzball wurde eingesetzt als Internet-Gateway, etwa als Verbindung zwischen lokalen Netzwerken (Universitätsnetzwerk) und dem ARPANET. Eines der frühen Gateways, das ebenfalls den PDP-11 als Hardwarekomponente nutzte, war ein Produkt von BBN. Dieses hatte jedoch Probleme mit einem Overhead beim Kontextwechsel und kam daher nur auf ungefähr 30 Pakete pro Sekunde. Der Fuzzball hingegen konnte so weit optimiert werden, dass er mehr als 400 Pakete pro Sekunde schaffte. Mit dem Fuzzball wurden zu dieser Zeit etwa auch Routing-Algorithmen getestet, und wichtig ist in diesem Zusammenhang auch die Kontribution des Fuzzballs zu EGP.
Zum Einsatz kam der Fuzzball Router auch im Zuge des DARPA-SATNET-Projektes auf 5 Intelsat-Stationen in den USA und Europa. Mithilfe des Routers wurden statistische Daten gesammelt und Datenverkehr generiert und er half auch dabei, sich mit der SATNET-Technologie zu familiarisieren. 1979 wurde der Router auf der Joint Computer Conference für Experimente verwendet, darunter Echtzeit-Sprachkonferenzen und -Bildübertragungen.
Eine der ersten kommerziellen Anwendungen des TCP/IP-Protokolls war das INTELPOST-Netzwerk. Gestartet 1981, verband dieses Städte in den USA, Kanada, Europa und Südamerika. Auch hier kam die Fuzzball-Software zum Einsatz, speziell für die Implementierung des TCP/IP-Protokolls.
Bekannt wurde der Router durch seinen Einsatz von 1986 bis 1988 in der NSFNET Phase-1 der National Science Foundation. Die NSF entschied sich zwischen Produkten von Cisco, Proteon sowie anderen und dem Fuzzball Router für letzteren. Ausschlaggebend war die Geschwindigkeit, der Fuzzball war 30 Mal schneller als das damalige BBN ARPANET Gateway. Es kamen 6 Router zum Einsatz, die in den Zentren der NSF, wo sich die Supercomputer befanden, und diese bildeten so ein Netzwerk, verbunden über 56-kb/s-Leitungen. Auch nahe gelegene Universitätscampusse verbanden sich mit diesem Netzwerk; es kam daher häufig zu einer Überlastung des Netzwerkes.
Mit dem Fuzzball wurden zahlreiche Experimente durchgeführt, die an der Entwicklung heute noch verwendeter Internet-Protokolle beteiligt waren. Sinkende Preise bei Hardware-Technologien sowie der Umstand, dass zahlreiche Entwickler am Fuzzball gearbeitet haben und die Portabilität desselben darunter leidet, führten dazu, dass der Fuzzball anderen Technologien (etwa Unix-basierten Workstations) gegenüber nicht mehr attraktiv war.